# Rio Bilca Mare
O Rio Bilca Mare é um rio da Romênia afluente do Rio Suceava, localizado no distrito de Suceava.